# Пулемець
Пуле́мець — село в Україні, у Шацькій селищній територіальній громаді Ковельського району Волинської області. Населення становить 667 осіб. 
Орган місцевого самоврядування — Шацька селищна рада.

## Географія
Село Пулемець розташоване біля Пулемецького озера, на відстані:
- 31 км від центру громади (автошляхи Т 0307 та Т 0302),
- 113 км від районного центру (автошляхи Т 0307, Т 0302 та E373),
- 182 км від обласного центру (автошляхи Т 0307, Т 0302, E373 та E85).

Поблизу села діє пункт контролю Пулемець на кордоні з Білоруссю. З білоруського боку знаходиться пункт пропуску «Томашівка» на трасі Р94 у напрямку Домачевого та Берестя.

## Історія

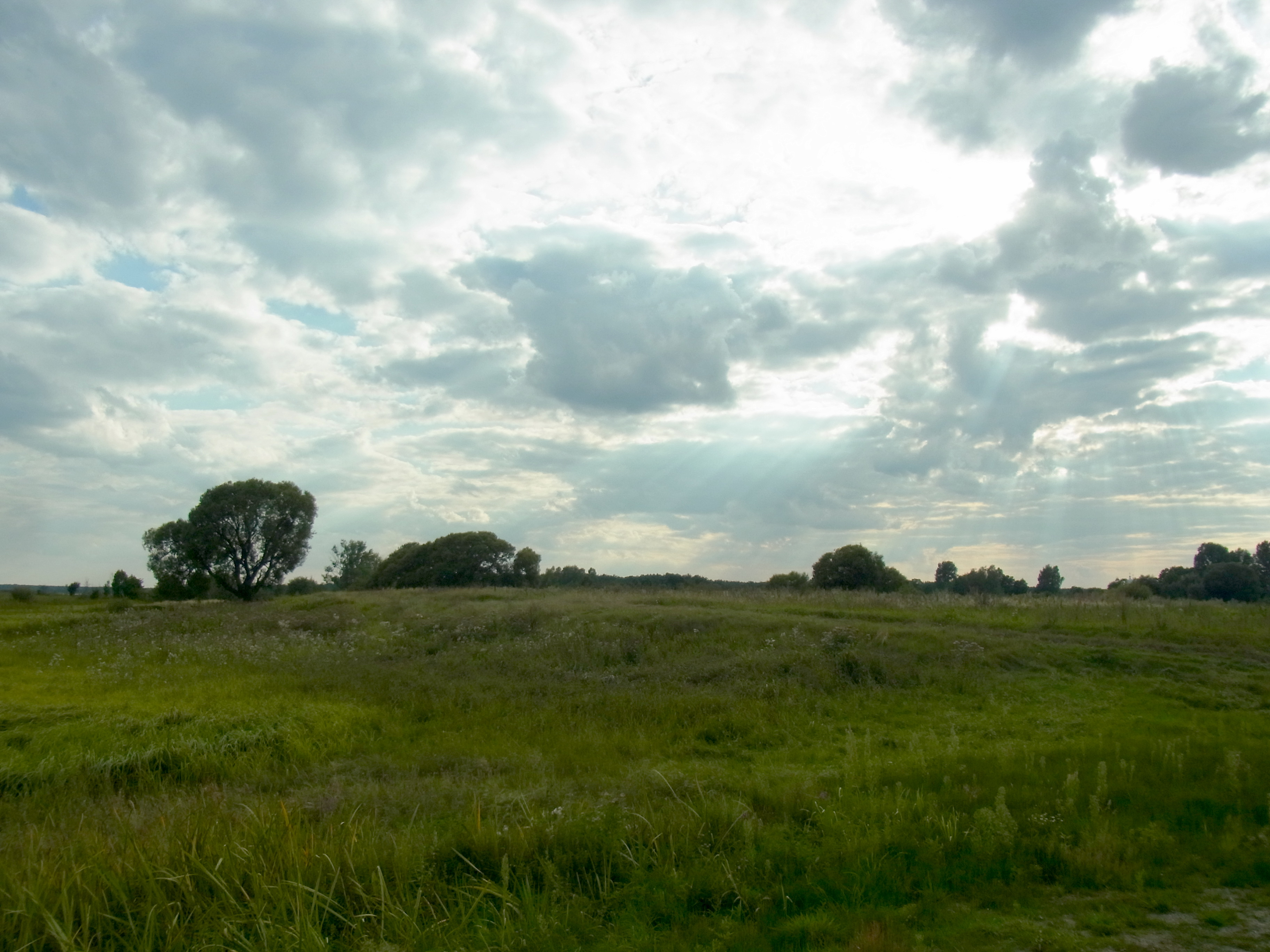
Поселення давньоруського часу на околиці села Пулемець. Фото 2016 року

Археологічні розвідки часів незалежної України виявили на південній околиці села поселення, яке датується від кінця VIII по XIV століття. Багатий культурний шар підтверджує, що в період Київської Русі і Волинсько-Галицької держави тут вже було значне поселення.
Перша писемна згадка про село належить до 1414 року. У XV столітті воно було власністю красниченських Гурковичів, пізніше Ясеньських, і від 1504 року належало Магнушевським (Уханським).
Церква в селі Пулемець вперше згадується під 1510 роком. Село тоді було в складі Холмського повіту Холмської землі. До 1619 року церква була православною, потім переведена в унію.	
У 1780-х роках пулемецькі угіддя належали підчашому Стефану Клобуковському із Семиковиць і Войцеху Клобуковському – чеснику із Ленчиць. Частина угідь належали також Елеонорі Тур з Ейсмонтів. Поміщики Ейсмонти мали в селі 8 дворів тяглих селян.
З кінця XVIII століття частина села Пулемець належала берестейському коморнику Алоїзію Мілошевському, пізніше Антонію Мілошевському. Від Мілошевських кріпаки часто втікали до інших поміщиків. 
Після Третього поділу Речі Посполитої село Пулемець відійшло до Російської імперії. Згідно указу цариці Катерини ІІ більшість уніатських парафій Волині були знову повернуті у православ'я. У 1796 році перейшов у православ’я уніатський священик села Пулемець Лілікович Устин, церква відносилась до Володимирського благочиння Житомирської єпархії.
У 1812 році в документах вперше згадується, що селяни села Пулемець вже вирощували картоплю по вказівці землевласника. Станом на 1813 рік частиною села володіли поміщики Антоній Мілошевський, Іван Ейсмонт, князь Чарторийський і брестські монахині. Також були в селі державні селяни.
Коли була побудована тодішня церква в селі Пулемець, невідомо. На 1844 рік вона вже потребувала нового ошалювання, а паперть – нових підвалин і стелі. Начиння в церкві було достатньо. Державних селян проживало на 37 дворах 300 чоловік. Частиною села володіли також поміщики Константин Виржаковський і Антоній Мілошевський.
На 1860 рік в селі Пулемець було державних селян на 42 дворах 325 душ, поміщику Константину Виржаковському належало 248 душ, які проживали на 29 дворах. У 1861 році в селі Пулемець за державні кошти була побудована нова дерев'яна церква святого Михайла.

У книзі Олександра Цинкаловського «Стара Волинь і Волинське Полісся» про село наявна така інформація: 
| | \| ПУЛЕМЕЦЬ, село, Володимирський пов., Пулемецька волость, 127 км від Володимира, по дорозі з с. Пульма до села Хрипська, на північ від великих озер Свитязя, Пульма і на схід від р. Бугу. В кінці 19 ст. було там 160 домів і 1,799 жителів, дерев’яна церква з 18 ст. Місцевість типово поліська, земля піскувата і глинувата. На піскових надмах над р. Бугом знахідки мезолітичних культур – тардензаської і хвалибоговицької (О. Цинкаловський. Записки. Володимирщина 1983 р.). За переписом 1911 р. в селі П. було 1,407 жителів, дві крамниці, 1 крамниця з горілкою, кредитове товариство і кооператива. До великої зем. власности пом. Вижиковського належало там 11,083 десятин.[3] \| |
| ПУЛЕМЕЦЬ, село, Володимирський пов., Пулемецька волость, 127 км від Володимира, по дорозі з с. Пульма до села Хрипська, на північ від великих озер Свитязя, Пульма і на схід від р. Бугу. В кінці 19 ст. було там 160 домів і 1,799 жителів, дерев’яна церква з 18 ст. Місцевість типово поліська, земля піскувата і глинувата. На піскових надмах над р. Бугом знахідки мезолітичних культур – тардензаської і хвалибоговицької (О. Цинкаловський. Записки. Володимирщина 1983 р.). За переписом 1911 р. в селі П. було 1,407 жителів, дві крамниці, 1 крамниця з горілкою, кредитове товариство і кооператива. До великої зем. власности пом. Вижиковського належало там 11,083 десятин. | |

Церковно-парафіяльна школа в селі Пулемець відкрита в 1891 році. Інші дані подає клірова відомість за 1911 рік, відповідно до якої церковно-парафіяльна школа в селі Пулемець відкрита 14 квітня 1890 року. Церковно-парафіяльна школа в селі Пулемець від 20 жовтня 1912 року стала однокласним училищем. Знаходилась у власному будинку.
У 1906 році в селі, яке належало тоді до Пульменської волості Володимир-Волинського повіту, було 487 дворів, проживало тут 1835 осіб. Поштовою адресою було місто Любомль.
Під час Першої світової війни у 1915 році багато жителів села були евакуйовані російськими військами вглиб Російської імперії, разом з ними був і священик.
У 1935 році в селі, яке було центром Пулемецької гміни Любомльського повіту, мешкало 2382 особи.
У 1930-х роках з допомогою місцевої польської землевласниці Емілії Сумовської в селі Пулемець побудовано мурований костел.
У 1961 році церква села Пулемець була знята з реєстрації і закрита. 1981 року з області надійшла вказівка розібрати церкву як аварійну. Дах вже був частково поруйнований. В грудні 1984 року храм був знесений. Це була одна з останніх церков, знесених на Волині протягом 1940-1980-х рр.
З 1991 року Пулемець — в незалежній Україні.
До 2019 року село Пулемець — адміністративний центр Пулемецької сільської ради, з 2019 року належить до Шацької селищної територіальної громади. 
12 червня 2020 року, відповідно до розпорядження Кабінету Міністрів України № 708-р «Про визначення адміністративних центрів та затвердження територій територіальних громад Волинської області», увійшло до складу Шацької селищної територіальної громади. 
19 липня 2020 року, в результаті адміністративно-територіальної реформи та ліквідації Шацького району, село увійшло до новоутвореного Ковельського району. 

## Культурна спадщина

### Пам'ятки історії
- Могила братська радянських воїнів	1944 року. Пам'ятник, споруджений місцевими майстрами у 1955 році. Є пам'яткою історії місцевого значення відповідно до рішення облвиконкому/адміністрації № 360-р від 04.08.1969 року, охоронний № 91.
- Місце розстрілу мирних жителів 1943 року. Облаштоване у 1991 році. Є пам'яткою історії місцевого значення відповідно до рішення облвиконкому/адміністрації № 265-р від 24.12.1991 року, охоронний № 914.
- Могили невідомих радянських воїнів 1944 року. Є пам'яткою історії місцевого значення відповідно до рішення облвиконкому/адміністрації № 415-р від 22.06.1999 року, охоронний № 690[8].

## Соціальна інфраструктура
У селі діють:
- загальноосвітня школа І-ІІ ступенів;
- дитячий садок;
- поштове відділення;
- будинок культури;
- бібліотека;
- фельдшерсько-акушерський пункт;
- магазин[9].

## Населення
Згідно з переписом УРСР 1989 року чисельність наявного населення села становила 845 осіб, з яких 388 чоловіків та 457 жінок.
За переписом населення України 2001 року в селі мешкали 662 особи.

### Мова
Розподіл населення за рідною мовою за даними перепису 2001 року:
| Мова       | Відсоток |
| ---------- | -------- |
| українська | 97,45 %  |
| російська  | 2,40 %   |
| білоруська | 0,15 %   |

## Релігія
У селі діє православна (УПЦ МП) церква святого Михайла, збудована у 1990-1991 роках замість старого храму, спорудженого у 1861 році та зруйнованого у 1982 році радянською владою.
У 1936-1939 роках у селі було збудовано костел, котрий в післявоєнний час перебудований на колгоспний зерносклад.